# بنج (كتشو)
بنج (بالفارسية: پنج) هي قرية تقع في إيران في قسم کتشو الريفي. يقدر عدد سكانها بـ 33 نسمة بحسب إحصاء 2016.